# FutureLearn
FutureLearn é uma empresa de tecnologia educacional inglesa, com sede em London, e fundada pelos Open University e Seek Limited. Em maio de 2018, possuía 143 universidades ou parceiros de negócios.

## Universidades participantes
A FutureLearn lançou parcerias com universidades, como a École nationale de l'aviation civile, o Institut supérieur de l'aéronautique et de l'espace, a Grenoble École de management, etc.
A FutureLearn disse que novas parcerias e cursos continuarão sendo adicionados à plataforma.

## Curso
O FutureLearn oferece cursos em aeronáutica, ciência da computação, medicina e biologia, ciências sociais e humanas, arte, matemática e estatística, economia e finanças.